# Can thiệp của Thổ Nhĩ Kỳ vào nội chiến Syria
Thổ Nhĩ Kỳ, vốn có mối quan hệ tương đối thân thiện với Syria trong thập kỷ trước khi bắt đầu tình trạng bất ổn dân sự ở Syria vào mùa xuân năm 2011, đã lên án Tổng thống Syria Bashar Assad về cuộc đàn áp bạo lực vào các cuộc biểu tình năm 2011  và sau đó năm gia nhập một số quốc gia khác yêu cầu ông từ chức. Vào đầu cuộc Nội chiến Syria, Thổ Nhĩ Kỳ đã huấn luyện những người đào thoát Quân đội Syria trên lãnh thổ của mình và vào tháng 7 năm 2011, một nhóm trong số họ đã tuyên bố sự ra đời của Quân đội Syria Tự do, dưới sự giám sát của tình báo Thổ Nhĩ Kỳ. Vào tháng 10 năm 2011, Thổ Nhĩ Kỳ bắt đầu che chở cho Quân đội Syria Tự do, cung cấp cho nhóm này một khu vực an toàn và một căn cứ hoạt động. Cùng với Ả Rập Saudi và Qatar, Thổ Nhĩ Kỳ cũng đã cung cấp cho phiến quân vũ khí và các thiết bị quân sự khác. Căng thẳng giữa Syria và Thổ Nhĩ Kỳ trở nên tồi tệ hơn sau khi lực lượng Syria bắn hạ một máy bay chiến đấu của Thổ Nhĩ Kỳ vào tháng 6 năm 2012 và các cuộc đụng độ biên giới nổ ra vào tháng 10 năm 2012. Vào ngày 24 tháng 8 năm 2016, các lực lượng vũ trang Thổ Nhĩ Kỳ đã bắt đầu một cuộc can thiệp quân sự trực tiếp được tuyên bố vào Syria theo đuổi với tư cách là mục tiêu của cả ISIL và các lực lượng liên kết với người Kurd ở Syria.
Thổ Nhĩ Kỳ cũng cung cấp nơi ẩn náu cho những người bất đồng chính kiến Syria. Các nhà hoạt động đối lập Syria đã triệu tập tại Istanbul vào tháng 5 năm 2011 để thảo luận về sự thay đổi chế độ, và Thổ Nhĩ Kỳ là người đứng đầu Quân đội Syria Tự do, Đại tá Riad al-Asaad. Thổ Nhĩ Kỳ ngày càng trở nên thù địch với các chính sách của chính phủ Assad và đã khuyến khích sự hòa giải giữa các phe phái bất đồng chính kiến. Tổng thống Thổ Nhĩ Kỳ Recep Tayyip Erdoğan đã cố gắng "xây dựng mối quan hệ thuận lợi với bất cứ chính phủ nào sẽ thay thế Assad."  Bắt đầu từ tháng 5 năm 2012, một số chiến binh đối lập Syria bắt đầu được tổ chức Tình báo Quốc gia Thổ Nhĩ Kỳ trang bị và huấn luyện.
Các nhóm nhân quyền, bao gồm Đài quan sát nhân quyền và nhân quyền Syria đã báo cáo rằng quân đội Thổ Nhĩ Kỳ đã giết hàng trăm thường dân chạy trốn khỏi cuộc nội chiến ở Syria. Điều này bao gồm 69 trẻ em và 34 phụ nữ bị giết bởi lính biên phòng Thổ Nhĩ Kỳ.

## Thổ Nhĩ Kỳ và các lực lượng chống chính phủ ở Syria
Từ năm 1999, khi cha của Bashar Assad, Hafez al-Assad trục xuất nhà lãnh đạo người Kurd Abdullah calan, quan hệ giữa Syria và Thổ Nhĩ Kỳ ấm lên.
Vào đầu cuộc Nội chiến Syria, Thổ Nhĩ Kỳ đã huấn luyện những người đào thoát Quân đội Syria trên lãnh thổ của mình và vào tháng 7 năm 2011, một nhóm trong số họ đã tuyên bố sự ra đời của Quân đội Syria Tự do, dưới sự giám sát của Tình báo Quốc gia. Thổ Nhĩ Kỳ. Vào tháng 10 năm 2011, Thổ Nhĩ Kỳ bắt đầu che chở cho Quân đội Syria Tự do, cung cấp cho nhóm này một khu vực an toàn và một căn cứ hoạt động. Cùng với Ả Rập Saudi và Qatar, Thổ Nhĩ Kỳ cũng đã cung cấp cho phiến quân vũ khí và các thiết bị quân sự khác.